# Atletisme als Jocs Olímpics d'Estiu de 2024 - Salt d'alçada femení
La prova de Salt d'alçada femenina d'Atletisme als Jocs Olímpics de París 2024 serà la 23a edició de l'esdeveniment en unes Olimpíades. La prova es disputarà entre el 2 i el 4 d'agost del 2024 a l'Stade de France de París.
La russa Mariya Lasitskene és la vigent campiona de la disciplina olímpica després de guanyar la medalla d'or als Jocs Olímpics de Tòquio 2020. La medalla de plata fou per l'australiana Nicola McDermott mentre que la medalla de bronze la va aconseguir la ucraïnesa Yaroslava Mahuchikh.
L'equip dels Estats Units és la selecció més guardonada, amb 4 medalles d'or, 2 medalles de plata i 3 medalles de bronze, en les 22 edicions que l'esdeveniment ha estat present als Jocs Olímpics. La romanesa Iolanda Balas i l'alemanya Ulrike Meyfarth, amb 2 medalles d'or cadascuna, són les atletes més guardonades en tota la història de la competició.

## Format
La prova del salt d'alçada consisteix en superar el llistó que indica una certa alçada, impulsant-se amb un sol peu. L'atleta és eliminada de la prova quan no aconsegueix sobrepassar l'alçada després de 3 intents. La competició començarà amb totes les atletes classificades, competint en 2 grups diferents. Com a mínim 12 atletes passaran a la final. Si aconsegueixen superar l'alçada de referència passaran directament a la final i si no ho fan, han de quedar entres les 12 posicions més elevades dels dos grups en general. A la final, les 3 atletes que aconsegueixin superar més alçada, guanyaran les medalles.

## Classificació
Hi ha dues maneres de classificar-se per la prova olímpica. La forma principal és superant la marca estàndard de classificació (que per aquesta edició es troba en els 1,97 metres), en qualsevol prova organitzada o supervisada per la Federació Internacional d'Atletisme, entre l'1 de juliol de 2023 i el 30 de juny de 2024. Depenent dels llocs que sobrin es podran classificar les atletes que no hagin aconseguit aquesta marca mitjançant les places universals i el rànquing atlètic i fent prevaler la diversitat geogràfica. S'ha de tenir en compte que només es podran classificar un màxim de 3 atletes per país i en cas que sigui superior, cada federació haurà d'escollir les 3 saltadores que consideri per participar en les Olimpíades.
| Mètode de classificació | Places | País       | Atleta classificada |
| ----------------------- | ------ | ---------- | ------------------- |
| Marca estàndard - 1,97m | 3      | Ucraïna    | Iryna Gerashchenko  |
| Marca estàndard - 1,97m | 3      | Ucraïna    | Yuliia Levchenko    |
| Marca estàndard - 1,97m | 3      | Ucraïna    | Yaroslava Mahuchikh |
| Marca estàndard - 1,97m | 2      | Austràlia  | Nicola Olyslagers   |
| Marca estàndard - 1,97m | 2      | Austràlia  | Eleanor Patterson   |
| Marca estàndard - 1,97m | 1      | Regne Unit | Morgan Lake         |
| Marca estàndard - 1,97m | 1      | Sèrbia     | Angelina Topic      |
| Rànquing atlètic        | 1      |            |                     |
| Places universals       | 1      |            |                     |

## Medaller històric
| Posició | País                | Or | Argent | Bronze | Total |
| ------- | ------------------- | -- | ------ | ------ | ----- |
| 1       | Estats Units        | 4  | 2      | 3      | 9     |
| 2       | Rússia              | 4  | 0      | 0      | 4     |
| 3       | Romania             | 2  | 1      | 1      | 4     |
| 4       | Alemanya Occidental | 2  | 0      | 0      | 2     |
| 5       | Bulgària            | 1  | 3      | 1      | 5     |
| 6       | Itàlia              | 1  | 2      | 0      | 3     |
| 6       | Sud-àfrica          | 1  | 2      | 0      | 3     |
| 8       | Alemanya de l'Est   | 1  | 0      | 1      | 2     |
| 8       | Alemanya            | 1  | 0      | 1      | 2     |
| 8       | Canadà              | 1  | 0      | 1      | 2     |
| 8       | Espanya             | 1  | 0      | 1      | 2     |
| 12      | Txecoslovàquia      | 1  | 0      | 0      | 1     |
| 12      | Bèlgica             | 1  | 0      | 0      | 1     |
| 12      | Hongria             | 1  | 0      | 0      | 1     |
| 15      | Regne Unit          | 0  | 5      | 0      | 5     |
| 16      | Austràlia           | 0  | 2      | 0      | 2     |
| 17      | URSS                | 0  | 1      | 5      | 6     |
| 18      | Croàcia             | 0  | 1      | 1      | 2     |
| 18      | Polònia             | 0  | 1      | 1      | 2     |
| 20      | Grècia              | 0  | 1      | 0      | 1     |
| 20      | Països Baixos       | 0  | 1      | 0      | 1     |
| 22      | Ucraïna             | 0  | 0      | 2      | 2     |
| 23      | Cuba                | 0  | 0      | 1      | 1     |
| 23      | Suècia              | 0  | 0      | 1      | 1     |
| 23      | Àustria             | 0  | 0      | 1      | 1     |
| 23      | França              | 0  | 0      | 1      | 1     |